# Kojima Hiromi (1989)
Hiromi Kojima (sinh ngày 27 tháng 10 năm 1989) là một cầu thủ bóng đá người Nhật Bản.

## Sự nghiệp câu lạc bộ
Hiromi Kojima đã từng chơi cho FC Gifu và FC Kariya.